# Kongasjärvi
Kongasjärvi este o arie protejată (arie de protecție specială avifaunistică — SPA) din Finlanda întinsă pe o suprafață de 361 ha, integral pe uscat.

## Localizare
Centrul sitului Kongasjärvi este situat la coordonatele 65°17′19″N 26°59′23″E / 65.2886°N 26.9897°E.

## Înființare
Situl Kongasjärvi a fost declarat arie de protecție specială avifaunistică în august 1998 pentru a proteja 23 de specii de animale.

## Biodiversitate
Situată în ecoregiunea boreală, aria protejată nu include niciun habitat protejat.
La baza desemnării sitului se află mai multe specii protejate de  păsări (23): rață sulițar (Anas acuta), gâscă de semănătură (Anser fabalis), ciuf de câmp (Asio flammeus), rața moțată (Aythya fuligula), cocoșul de mesteacăn (Bonasa bonasia), bătăuș (Calidris pugnax), erete de stuf (Circus aeruginosus), erete vânăt (Circus cyaneus), lebădă de iarnă (Cygnus cygnus), Emberiza rustica, cocor (Grus grus), Hydrocoloeus minutus, becațină mică (Lymnocryptes minimus), rață neagră (Melanitta nigra), Mergellus albellus, codobatura galbenă (Motacilla flava), ciocănitoare de munte (Picoides tridactylus), corcodel-urechiat (Podiceps auritus), Spatula clypeata, rață cârâitoare (Spatula querquedula),  cocoș de munte (Tetrao urogallus), fluierar negru (Tringa erythropus), fluierar de mlaștină (Tringa glareola).
Pe lângă speciile protejate, pe teritoriul sitului au mai fost identificate 2 specii de păsări.